# Жегуля
Жегуля (серб. Жегуља / Žegulja), до 1981 года Горни-Поплат (серб. Горњи Поплат / Gornji Poplat) — село в общине Берковичи Республики Сербской Боснии и Герцеговины. Население составляет 67 человек по переписи 2013 года.